# Salva Díez
Salvador Díez Zapata, conocido como «Salva» Díez, es un exbaloncestista español de los años 80 y 90. Nació en  Albelda de Iregua (Logroño, actualmente La Rioja), el 21 de abril de 1963. Mide 1,93 metros de altura y jugaba en la posición de base. Salió de la cantera del colegio de los Hermanos Maristas de Logroño. Destacaba por su gran trabajo defensivo, que le valió diversas distinciones individuales a lo largo de su carrera, y por su carácter dentro de la cancha.
Desde enero de 2022 ocupa el cargo de director general de Emergencias del Gobierno de La Rioja.

## Trayectoria deportiva
Se inició en el baloncesto a las órdenes del Hermano Agustín en los Hermanos Maristas de Logroño, de donde pasó con 17 años a las categorías inferiores del CD Basconia, llegando a debutar con el primer equipo con 19 años. Tras un breve paso por el Tizona de Burgos, en 1984 debuta en la liga ACB con el Canarias, donde coincide con Carmelo Cabrera con el que compartiría la posición de base.
Tras cinco años en las islas, en junio de 1989 ficha por el Pamesa Valencia por dos temporadas, equipo con el que lideró en 1992 la clasificación de asistencias, repartiendo 8 por partido, sólo superado a lo largo de la historia por Pablo Laso, que en 1993 promedió 9,2 pases de canasta. Además de liderar la faceta de asistencias, también fue líder en robos de balón durante la temporada 1991-92.
En 1993, ya con 30 años, fichó como jugador del FC Barcelona, club en el que militó cuatro temporadas, entre 1993 y 1997. En el club catalán ganó tres Ligas ACB y una Copa del Rey. No pudo conseguir ningún título europeo pese a que llegó a disputar dos veces la final de la Euroliga, en 1996 y 1997. Su mejor temporada fue la 1994-95, en la cual promedió 5,3 puntos, 3,1 asistencias y 1,6 robos de balón. Tras anunciar el Barça la no renovación del jugador en 1997, el entrenador Aíto García Reneses le propuso incorporarse al equipo técnico, pero Salva prefirió prolongar su carrera deportiva.
Posteriormente jugó tres temporadas en el Caja San Fernando de Sevilla 
con el que no pudo conseguir ningún título pese a que, en la temporada 1998-1999, fue tanto subcampeón de la Liga ACB como de la Copa del Rey. En 2000 fichó por el Benfica portugués, donde sustituyó al lesionado Joaquín Arcega, para regresar a su tierra al año siguiente firmando con el Caja Rioja de la liga EBA, donde jugó dos temporadas antes de retirarse definitivamente.
Sus números en ACB fueron los siguientes: 517 partidos ACB, 2.960 puntos (5,7 de media), 1.226 rebotes (2,4), 1.712 asistencias (3,3), 970 robos (1,9) y 13.894 minutos (27).
Fue internacional con la Selección de baloncesto de España en siete ocasiones, aunque no disputó ningún torneo oficial. 

## Palmarés

### Títulos internacionales de club
- 2 veces subcampeón de la Euroliga: 1995-1996 y 1996-1997, con el FC Barcelona.

### Títulos nacionales de club
- 3 Ligas ACB: 1995, 1996 y 1997, con el FC Barcelona.
- 1 Copa del Rey: 1994, con el FC Barcelona.

### Consideraciones personales
- Elegido «Mejor Defensor» de la Liga ACB de la temporada 1994-1995 por la revista Gigantes del Superbasket.
- Líder en asistencias de la Liga ACB (274) de la temporada 1991-1992, con el Pamesa Valencia.
- Líder en balones recuperados de la Liga ACB (111) de la temporada 1991-1992, con el Pamesa Valencia.
- Ha superado, a lo largo de su carrera, las marcas históricas de la ACB de más de 750 recuperaciones, 1000 asistencias y 12000 minutos de juego.
- Participante en el All Star de Vigo en 1987